# Universalienproblem
Das Universalienproblem (auch Universalienstreit, Universalienfrage, Nominalismusstreit, selten auch Realienstreit) ist eines der zentralen Themen der Philosophie und betrifft die Frage, ob es ein Allgemeines wirklich gibt oder ob Allgemeinbegriffe menschliche Konstruktionen sind.
Als Universalien werden Allgemeinbegriffe wie beispielsweise „Mensch“ und „Menschheit“ oder mathematische Entitäten wie „Zahl“, „Relation“ und „Klasse“ bezeichnet. Ein Allgemeinbegriff bezieht sich auf Merkmale, die mehrere Gegenstände gemeinsam haben, etwa deren rote Farbe, oder erfasst eine gemeinsame Gattung von Individuen, wie etwa „Lebewesen“. In der Philosophie wird seit der Antike eine grundlegende Diskussion darüber geführt, ob Universalien eine ontologische Existenz beigemessen werden kann (Realismus) oder ob es sich um rein verstandesmäßige Begriffsbildungen handelt (Nominalismus). Diese Kontroverse fand in der mittelalterlichen Scholastik einen Höhepunkt und reicht bis in die Gegenwart.

## Grundproblem
Begriffe haben die Funktion, Gegenstände, Vorgänge oder Eigenschaften zu kennzeichnen. Sie tragen eine Bedeutung, und jedermann wird anerkennen, dass der Satz „Die Rose ist rot“ auf Wahrheit überprüft werden kann, also sinnvoll ist. Sowohl „Rose“ als auch „ist rot“ (sogenannte Prädikatsausdrücke) können auf mehrere Gegenstände bezogen werden. Allgemeine Anwendbarkeit gilt für alle Begriffe mit Ausnahme von Namen, die ein Besonderes, ein Individuum, vom Allgemeinen unterscheiden sollen.
Wer an die Herstellung eines Tellers denkt, kann sich einen Gegenstand aus Porzellan, Keramik, Holz, Glas oder Metall vorstellen. Der Gegenstand kann kreisförmig, eckig oder oval sein. Diese Merkmale bestimmen die konkrete Gestalt eines singulären Tellers. Um einen Teller produzieren zu können, muss aber vorher schon die Vorstellung von der Funktion und den Prinzipien eines Tellers vorhanden sein. Die Idee vom Wesen eines Tellers muss bekannt sein.
Ausgangspunkt der Debatte über die Universalien ist die Ideenlehre Platons, der z. B. im Phaidon die These vertrat, dass Ideen eine eigenständige Existenz haben. Als Universalien wurden im Lauf der Auseinandersetzungen sehr unterschiedliche gedankliche Prinzipien gekennzeichnet. Neben den angesprochenen Ideen Platons waren das vor allem Regeln, Tugenden, Transzendentalien, Kategorien oder Werte. Die Position, die von der Existenz solcher abstrakter Entitäten ausgeht, wird Realismus genannt. Es handelt sich dabei wohlverstanden um den sogenannten semantischen Realismus, dessen Bedeutung in einem gewissen Sinn derjenigen des ontologischen Realismus entgegengesetzt ist (vgl. Realismus).
Die Vertreter der Gegenposition, des Nominalismus (lateinisch nomen = Name) sind der grundsätzlichen Auffassung, dass alle Allgemeinbegriffe gedankliche Abstraktionen sind, die als Bezeichnungen von Menschen gebildet werden. Sie würden nicht von der Idee eines Tellers reden, sondern den Begriff „Teller“ als Namen für eine Gruppe von Gegenständen auffassen. Realität kommt nach Auffassung von Nominalisten nur den Einzeldingen zu.
Da der Nominalismus der historisch neuere Standpunkt ist, entstand im Mittelalter dafür die Bezeichnung Via moderna, während die entgegengesetzte Position Via antiqua genannt wird.
Im christlichen und islamischen Monotheismus des Mittelalters spitzte sich das Universalienproblem zu. Dabei handelte es sich nicht um eine vom Alltag losgelöste, „rein philosophische“ Problematik, sondern es ging um sehr konkrete Fragen der Machtkonzentration und ihrer Legitimierung, wenn zum Beispiel über die Einheit der Dreifaltigkeit diskutiert wurde. Wenn Verallgemeinerungen wirklich sind, haben sie eine viel größere Autorität, als wenn sie von Interpretationen abhängen. Die zunehmende Abkehr vom Realismus im Lauf des Spätmittelalters bedeutete zugleich eine Emanzipation von Autoritäten, die das Göttliche für sich in Anspruch nahmen. In diesem Sinne förderte der Nominalismus die Naturwissenschaften und den säkularen Staat.
Das Grundproblem wird in abgewandelter Form auch in der Gegenwart erörtert. So beschäftigt sich die Sprachphilosophie mit der Frage, ob Eigenschaften („Röte“) und Klassen („Lebewesen“) eigenständig existieren. In der Philosophie der Mathematik wird darüber diskutiert, ob logische Klassen, Zahlen, Funktionen eine eigenständige Existenz haben, was im Platonismus beziehungsweise im semantischen Realismus bejaht wird. Abgelehnt wird diese Sicht von Vertretern der konstruktiven Mathematik und des Intuitionismus. Während Charles S. Peirce, Edmund Husserl, Bertrand Russell und in der jüngeren Zeit David Armstrong einen Universalienrealismus vertraten, zählen Ludwig Wittgenstein, Rudolf Carnap, Willard Van Orman Quine, Peter Strawson, Nelson Goodman oder Wilfrid Sellars zu den Vertretern eines Nominalismus. Der zeitgenössische Soziologe Pierre Bourdieu nimmt Aspekte des Realismus und des Nominalismus in seine Theorie auf und versucht, beide Anschauungen miteinander zu verbinden.

## Begriff der Universalien
Schon die Bestimmung des Begriffs der Universalien ist problematisch. Universalien können Sammelbegriffe sein, mit denen Arten oder Gattungen bezeichnet werden, sie können für Eigenschaften wie z. B. Rundheit stehen oder sie können eine Beziehung (Verwandtschaft, Kausalbeziehungen, räumliche oder zeitliche Beziehungen) ausdrücken. Allgemeinbegriffe wie Röte oder Lebewesen beziehen sich auf mehrere Gegenstände. Sie sind im Gegensatz zu Einzeldingen (Partikularien) wiederholbar und mehrfach realisierbar. Handelt es sich um Eigenschaften, können sie manchen Gegenständen dauerhaft oder nur zeitlich begrenzt zukommen oder bei anderen Gegenständen ganz fehlen (Akzidenzien). Sie werden mehreren Gegenständen zu Recht oder zu Unrecht zugeschrieben. Sollen mathematische Größen wie zum Beispiel die Zahl Pi mit erfasst werden, ist es besser, von abstrakten Gegenständen zu sprechen. Andere Bezeichnungen für Universalien sind Formen, Ideen (z. B. bei Platon) oder Begriffe (vor allem seit Gottlob Frege in der analytischen Philosophie).
Kriterien für Universalien:
- Zeitunabhängigkeit
- reine Begrifflichkeit
- fehlende Wahrnehmbarkeit
- fehlende kausale Wirkung

Keines der Kriterien reicht alleine, um Universalien zu bestimmen. Ob auf einzelne Kriterien verzichtet werden kann, ist nicht eindeutig geklärt. Dabei gibt es Begriffe, die mehrere Elemente einer Klasse bezeichnen (Mensch), und solche, die der Bezeichnung einer Klasse selbst dienen (Menschheit). Die Begriffe „Mensch“ wie „Menschheit“, aber auch „Gerechtigkeit“ oder „die Menge der geraden Zahlen“ sind ohne konkrete Bezugnahme (dieser Mensch; die Menschheit zu jenem Zeitpunkt) zeitunabhängig, rein begrifflich, nicht wahrnehmbar und auch nicht kausal.
Das unterschiedliche Verständnis des Universalienbegriffs kommt bereits in den Begriffsbestimmungen der verschiedenen Anschauungen zum Ausdruck, die nachfolgend dargestellt werden:
Thomas von Aquin (Realismus)

„Wenn ein Ding von dem her benannt wird, was ihm und vielen gemeinsam ist, dann sagt man, dass ein solcher Name ein Universale bezeichnet, denn der Name bezeichnet so eine vielen Dingen gemeinsame Natur oder Disposition.“

Johannes Duns Scotus (Konzeptualismus)

„Universalien steht für dreierlei:

a) für eine Zweitintention, die eine gedankliche Beziehung des Prädizierbaren zu dem ist, wovon es prädizierbar ist. Es ist diese Beziehung, die das Wort Universale konkret und Universalität abstrakt bezeichnet. Ferner steht Universale für das, was von jener Zweitintention her benannt wird, also für irgendeine Erstintention, da Zweitintentionen auf Erstintentionen angewandt werden. So nun kann es für etwas Doppeltes stehen:

b) für den indirekten und

c) für den direkten Anwendungsfall dieser Zweitintention. Auf die erste Weise wird die Natur an und für sich Universale genannt, da sie nicht von sich her individuiert ist und es ihr dabei nicht widerstreitet, von vielen ausgesagt zu werden. Auf die zweite Weise ist Universale nur das, was auch aktuell und unbestimmt ist, so dass ein einzelner Begriff von jedem Einzelding aussagbar ist, und das ist das Universale im eigentlichen Sinn des Wortes.“

Wilhelm von Ockham (Nominalismus)

„Jedes Universale ist ein Einzelding und daher nur von bezeichnungswegen ein Universale.“

Pierre d’Ailly (Nominalismus)

„Da es ein Universale nicht dem Sein nach, sondern der Repräsentation nach gibt, ist recht verstanden ein Allgemeinbegriff, was von der Seele gebildet und mehreren Dingen in dem Sinn gemeinsam ist, dass es sie gemeinsam vorstellig macht.“

Die Frage der Universalien kann theoretisch unter verschiedenen Aspekten betrachtet werden:
- logisch: Sind im wissenschaftlichen Diskurs alle Dinge durch Individuenvariablen auszudrücken oder gibt es Größen, die nicht in Einzeldinge zu gliedern sind und doch Allgemeines ausdrücken?
- semantisch: Benennen Allgemeinbegriffe als Zeichen etwas, was es in den Einzeldingen nicht gibt?
- ontologisch: Gibt es in der Wirklichkeit nur Einzelseiendes oder hat auch Allgemeines eine eigene Existenz?
- erkenntnistheoretisch: Beruhen Erkenntnis und Wissen, die auf Allgemeinheit und Notwendigkeit ausgerichtet sind, auf einem Erfassen von Realitätsstrukturen oder auf der Zusammenführung von Einzeldingen nach den Regeln der Logik und Grammatik?

## Ideenlehre in der Antike

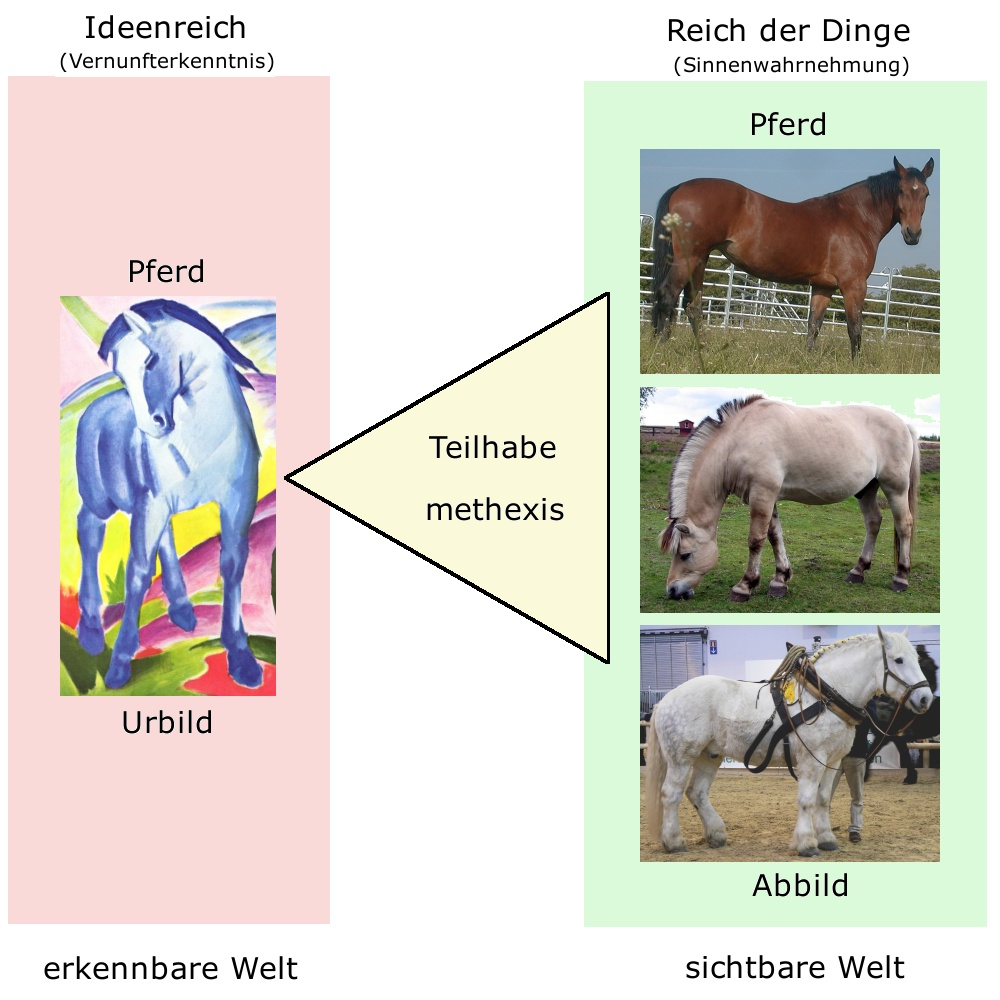
Schaubild Urbild-Abbild

Eines der Kernthemen der Philosophie Platons ist das Verhältnis der sogenannten ‚Ideen‘ (ideai) zu den empirischen Gegenständen und den Handlungen der Menschen. In den Platonischen Dialogen fragt Sokrates nach dem, was gerecht, tapfer, fromm, gut usw. ist. Die Beantwortung dieser Fragen setzt die Existenz der Ideen, die in den Allgemeinbegriffen ausgedrückt werden, voraus. Die Idee ist das, was in allen Gegenständen oder Handlungen dasselbe bleibt, so sehr sich diese auch voneinander unterscheiden mögen. Sie ist die Form (eidos) oder das Wesen (ousia) der Dinge.
Die Ideen sind das „Urbild“ (paradeigma) aller Dinge. Sie sind unveränderlich und den Einzeldingen vorgeordnet (universale ante rem), die an ihnen nur teilhaben (methexis). Nur sie sind im wahren Sinn des Wortes seiend. Die sichtbaren Einzeldinge stellen nur mehr oder minder vollkommene Abbilder der Ideen dar. Einzeldinge entstehen, verändern sich und vergehen. Ihr Ort ist zwischen Sein und Nicht-Sein.
Gegenüber seinen frühen und mittleren Schriften hat Platon seine Ansicht in den Spätschriften (Parmenides) relativiert und auf Probleme der Ideenlehre hingewiesen.
Aristoteles milderte in seiner Metaphysik den idealistischen Ansatz Platons mit einer neuen Abstraktionslehre ab. Er vertrat aber ebenso einen Universalienrealismus. Auch er hielt Erkenntnis nur für möglich, wenn das Allgemeine (katholou) Existenz (on he on) hat. Diese Existenz war für ihn jedoch nicht unabhängig von den Einzeldingen. Universalien sind nichts Abgetrenntes (chorismos). Allgemeines gibt es nur, wenn auch Einzeldinge existieren. Das Allgemeine entsteht, „wenn sich aus vielen durch Erfahrung gewonnene Gedanken eine allgemeine Auffassung über Ähnlichkeit bildet.“ (Met. I, 1, 981 a 5-5). Das Allgemeine ist eine Abstraktion, etwas aus den Einzeldingen „Abgezogenes“. Damit hat das Sein der Einzeldinge Priorität vor dem Allgemeinen. In den Kategorien fasste Aristoteles Universalien als „zweite Substanz“. Sie kennzeichnen das Wesen (eidos) eines Einzeldings, einer „ersten Substanz“ (ousia). Ideen und das Sein der wahrgenommenen Gegenstände fallen in den Objekten noch zusammen (universale in re) und werden erst durch intellektuelle Akte von ihnen getrennt.
Gegen Platons Lehre vom unabhängigen Sein der Ideen wandte Aristoteles ein (insb. Met. XIII, 6–9, siehe auch Chorismos), dass
- die platonischen Ideen keine Bewegung erklären können, weil sie unveränderlich sind.
- die Vorstellung einer eigenständigen Existenz der Ideen zu einer unnötigen Verdopplung der Gegenstände in der Welt führt.
- für die Bestimmung der Ähnlichkeit der Idee „Mensch“ mit einem individuellen Menschen ein anderer Mensch als Vergleichsmaßstab benötigt wird (Argument „des dritten Menschen“), für den als Maßstab wiederum ein weiterer Mensch erforderlich ist und so fort, sodass ein unendlicher Regress entsteht.

Der neuplatonische Philosoph Porphyrios verfasste im 3. Jahrhundert eine Einführung zur Kategorienlehre des Aristoteles in griechischer Sprache mit dem Titel Isagoge. Darin erklärt er auch die aristotelischen Prädikabilien: die Art und Weise, über etwas zu sprechen. Die von Boethius angefertigte ausführlich kommentierte lateinische Übersetzung dieser Schrift wurde während des gesamten Mittelalters gelesen und war eine Voraussetzung für die Diskussion des Universalienproblems in der scholastischen Philosophie. Darin heißt es (Buch I, 2. Kommentar):

„Was nun die genera [Gattungen] und species [Arten] betrifft, so werde ich über die Frage, ob sie subsistieren oder ob sie bloß allein im Intellekt existieren, ferner, falls sie subsistieren, ob sie körperlich oder unkörperlich sind und ob sie getrennt von den Sinnendingen oder nur in den Sinnendingen und an diesen bestehend sind, es vermeiden, mich zu äußern; denn eine Aufgabe wie diese ist sehr hoch und bedarf einer eingehenden Untersuchung.“

## Scholastik

### Starker Realismus
In der Frühscholastik findet sich zunächst die Position des Universalienrealismus, da der Neuplatonismus der Spätantike (5. Jahrhundert) die vorherrschende philosophische Grundlage war. Dieser Weg führte über Boethius und vor allem über Augustinus, der die Ideen als Gedanken Gottes vor der Schöpfung ansah.
Erster prominenter Vertreter eines radikalen Realismus war im 9. Jahrhundert Eriugena, für den die Universalien geistige Wesenheiten waren, die den Einzeldingen in der Entstehung vorausgingen. Aufgrund der hierarchischen Gliederung von den Einzeldingen über die Art (species) bis zur Gattung (genus), der die Art inhärent sei, nahm Eriugena an, dass es am Ende nur eine Substanz in der Welt gebe – eine pantheistische Weltsicht.
Einen ähnlich konsequenten Realismus vertraten im 11. Jahrhundert auch Anselm von Canterbury und Wilhelm von Champeaux. Da jeder Substanz Akzidenzien zugeordnet wurden, musste Individualität aus den verschiedenen Akzidenzien hervorgehen. Das Universale wurde auf eine einzige identische Substanz zurückgeführt. Daraus wiederum ergab sich logisch die Indifferenz des Universalen. Diese „Indifferenztheorie“ Wilhelms wirkte noch Generationen später nach.

### Starker Nominalismus
Als einer der Begründer des extremen Nominalismus gilt Roscelin. Seine Auffassung ist überwiegend durch seine Kritiker überliefert. Danach existieren nur Gegenstände, die mit den Sinnesorganen wahrgenommen werden können. Sie sind besonders (partikulär) und unteilbar (individuell). Begriffe dagegen – die von den Realisten als eigentlich existierend angesehen werden – seien lediglich Bezeichnungen (flatus vocis = von der Stimme erzeugter Lufthauch) und als solche nur Schall und Rauch.
Dazu gehören nach Anselm von Canterburys Kritik des Nominalismus die Farbe und die Weisheit, die vom Körper beziehungsweise von der Seele abstrahiert werden. Die Relationen zwischen den Dingen bestehen nach nominalistischer Auffassung durch die Dinge selbst. Nichts besteht aus Teilen. Deshalb gibt es keine Species. Also sind Universalien nicht real, und Logik ist nur eine Wortkunst (ars vocalis).
Eine Schlussfolgerung war, dass die Dreieinigkeit lediglich ein Begriff sei, der ein Aggregat von drei Substanzen bezeichne. Dieser „Tritheismus“ war eine eindeutig häretische Auffassung, die Roscelin auf einer Synode in Soissons 1092 auf Anselms Betreiben widerrufen musste. Roscelins Standpunkt wird auch Vokalismus genannt.

### Konzeptualismus
Im Universalienstreit hatte Abaelard (1079–1142) die konträren Positionen bei seinen Lehrern kennen gelernt – zunächst den radikalen Nominalismus bei Roscelinus und danach den entschiedenen Realismus bei Wilhelm von Champeaux. Abaelard rückte bei seiner Untersuchung dieser Frage in seinen Schriften Logica Ingredientibus und Logica Nostrorum Petitioni Sociorum neben dem rein ontologischen Aspekt auch die sprachlogische Perspektive in den Vordergrund. Zunächst kritisierte er die vorhandenen Argumente. Für ihn konnten die Universalien nicht eine je einheitliche Entität sein, weil sie nicht verschiedenen, getrennten Dingen zugleich innewohnen könnten. Auch konnte das Universale nicht etwas Zusammengefasstes sein, weil jedes Einzelne dann das Ganze enthalten müsse. Ebenso wies er die These zurück, Universalien seien zugleich individuell und universell, da der Begriff der Individualität als Eigenschaft des Universellen durch sich selbst widersprüchlich definiert werde. So könnten z. B. Begriffe wie Lebewesen nicht existieren, weil diese nicht zugleich vernunftbegabt (Mensch) und nicht-vernunftbegabt (Tiere) sein könnten.
Da die Argumente für die Realität der Allgemeinbegriffe nicht zu einem haltbaren Ergebnis führten – Wilhelm von Champeaux musste sich verärgert korrigieren –, schloss Abaelard, dass die Universalien Wörter (voces) sind, die vom Menschen zur Bezeichnung festgelegt werden. Soweit sie sich auf sinnlich konkret Wahrnehmbares beziehen, sah Abaelard in ihnen nur Benennungen, also uneigentliche Universalien (appellatio). Soweit sie sich auf sinnlich nicht Wahrgenommenes beziehen, handele es sich um echte Allgemeinbegriffe (significatio). Solche Begriffe würden vom Menschen konzipiert, um das Gemeinsame und nicht Unterscheidende verschiedener gleichartiger Gegenstände zu bezeichnen. Die Erkenntnis hierüber entstehe nicht durch körperliche Sinneswahrnehmung (sensus), sondern durch gedankliches Begreifen (intellectus) der Seele, indem der Geist (animus) eine Ähnlichkeit (similitudo) herstelle. Stoff und Form existierten verbunden und würden nur durch die Einbildungskraft (imaginatio) der Vernunft (ratio) im Wege der Abstraktion (forma communis) getrennt. Siehe auch Hylemorphismus.
Universalien seien damit weder Ideen „vor den Dingen“ (ante rem, platonischer Universalienrealismus), noch Gattungsformen „in den Dingen“ (in re, aristotelischer Universalienrealismus), sondern begriffliche Abstraktionen im Verstand, die jedoch aus dem Vergleich der wirklichen Einzeldinge entstanden seien. Sie entstünden damit erst „nach den Dingen“ (post res). Das Wort als Naturlaut (vox) sei Bestandteil der Schöpfung. Aber das Wort als Sinn (sermo) sei eine menschliche Einrichtung, ein menschlicher Gebrauch (institutio hominum). Dadurch, dass Allgemeinbegriffe eine eigene Bedeutung hätten, stünden sie zwischen den realen Dingen (res) und den reinen gedanklichen Bezeichnungen (ficta). Universalien seien damit semantisch existent und mental wirklich. Diese Auffassung, die ähnlich von Gilbert De La Poirée, Adelard von Bath und John von Salisbury vertreten wurde, wurde später als Konzeptualismus bezeichnet. Ein klassisches Beispiel Abaelards ist der Name der Rose, der sich auf keinen Gegenstand bezieht, wenn es keine Rosen mehr gibt, dennoch seine Bedeutung behält.

### Gemäßigter Realismus
Als Aristoteliker und ausgehend von den Kommentaren zu Aristoteles von Averroes und Avicenna vertraten in der Hochscholastik (13. Jahrhundert) Albertus Magnus und Thomas von Aquin (1225–1274) einen gemäßigten Realismus. Das Allgemeine hat eine denkunabhängige Grundlage in den Einzeldingen; es existiert zwar nicht selbst, ist aber in den Dingen realisiert (non est ens, sed entis). Ohne die Realisierung im Einzelding ist das Allgemeine nur ein Gedanke. Thomas unterschied dabei
1. Universalien, die sich in der göttlichen Vernunft bilden und vor den Einzeldingen existieren (ante rem),
2. Universalien, die als Allgemeines in den Einzeldingen selbst existieren (in re),
3. Universalien, die als Begriffe im Verstand des Menschen existieren, das heißt nach den Dingen (post rem).

Auch die modistische Sprachtheorie des Thomas von Erfurt nimmt eine Position des gemäßigten Realismus ein.

### Natura Communis bei Duns Scotus
Eine neue Denkrichtung in der Universalienfrage entwickelte Johannes Duns Scotus (1266–1308). Er hob die Frage auf die erkenntniskritische (sprachkritische) Ebene und wandte ein, dass Begriffe jeweils nur etwas Allgemeines bezeichnen. Die Singularität könne durch einen Begriff nicht erfasst werden. Das, was ein Individuum konstituiert, kann durch Sprache nicht ausgedrückt werden, so sehr auch durch Differenzierungen und Untergliederungen dem Individuellen nahegekommen werden kann.
Scotus war davon überzeugt, dass es Allgemeines oder Universalien gibt, und war insofern Universalienrealist wie Aristoteles und Thomas. Das Individuelle betrachtete er als etwas Positives, Eigenständiges in der Natur, das gesondert neben der species steht. Mehr noch, der einzelne Gegenstand war für ihn die letzte vollendete Wirklichkeit eines Seienden.

Schema zur Lehre von Natura Communis und Universalien

Indem er den individuellen Menschen (das Einzelding) und das Menschsein (seine Artnatur) als zwei formal verschiedene Gegenstände auffasste, die in der Natur noch vor der Wahrnehmung enthalten sind, schuf Scotus den Begriff der distinctio formalis. Für Scotus gab es bereits im wahren Sein außerhalb der Seele eine Gemeinsamkeit zwischen den verschiedenen Individualitäten, die nicht von den ‚Operationen‘ des Intellekts abhängen. Das Menschsein beispielsweise gehört zu Sokrates, unabhängig davon, wie er erkannt wird. Die Wahrnehmung richtet sich auf das Einzelding. Dieses enthält bereits die Artnatur (natura communis) als reales Fundament der Abstraktion von Allgemeinbegriffen (fundamentum in re).
Erst im Intellekt wird die natura communis durch Reflexion zu Universalien umgewandelt, indem das Allgemeine aus mehreren Akten der Sinneswahrnehmung gebildet wird. Der tätige abstraktive Intellekt bildet dabei spontan Begriffe aufgrund der Gelegenheit (Okkasion) der Wahrnehmung, auch wenn die Wahrnehmung falsch ist oder wenn ein Ding in der Wahrnehmung erstmals auftaucht. Der Übergang von der erfassenden Empfindung zur Erkenntnis findet dadurch statt, dass der Intellekt die Wahrheit des Verhältnisses zweier Individuen erfasst, die beide vereint. Universalien sind einerseits konzeptualistisch (nur im Intellekt), weil sie Begriffe auf mehrere Dinge beziehen, zum Beispiel „Mensch“. Sie sind andererseits realistisch (in re), wenn es sich um Allgemeinbegriffe handelt, die sozusagen absolut gelten, die also nicht auf etwas Einzelnes beziehbar sind, zum Beispiel „Menschheit“.
Die Artnatur ist vor den Dingen, weil sie von Gott geschaffen ist. Sie ist in den Dingen als formaler Rahmen der Dinge. Das Individuum in seiner Diesheit (haecceitas) ist das Vollkommenere, weil es vom Begriff, vom Allgemeinen nicht in seiner Ganzheit, sondern nur durch die Anschauung in der intuitiven Erkenntnis erfasst werden kann. Universalien zeigen sich als gleich bleibende Wesenheit (natura communis) in den Dingen und sind damit Realitäten zweiten Grades ohne körperliche Existenz. Der Mensch erkennt das Allgemeine (qua natura communis) durch die abstraktive Erkenntnis, indem er die entsprechenden Begriffe für Arten und Gattungen (Universalien) bildet.
Allerdings sind solche Begriffe, die reale Begriffe (z. B. Pflanzen und Säugetiere) miteinander vergleichen wie beispielsweise die fünf Prädikabilien des Porphyrios – Gattung, Art, spezifische Differenz, Proprium (wesentliches Merkmal) und Akzidenz (unwesentliches Merkmal) –, keine Realitäten. Solche logischen Begriffe zweiter Ordnung sind vollkommen allgemein (complete universale) und daher nur im Verstand (nominalistisch). Scotus’ differenzierte Darlegung kann als konzeptualistischer Kompromiss angesehen werden, der den Weg zu Ockhams Nominalismus vorbereitete.
Scotus selbst schloss die Möglichkeit eines reinen Nominalismus, den Ockham allerdings auch nicht lehrte, entschieden aus und lieferte eine Reihe von Argumenten dagegen. Vor allem wehrte sich Scotus gegen die Auffassung, dass es keine andere denkbare Einheit als den einzelnen Gegenstand und keine anderen Unterschiede als einen numerischen Unterschied gebe.
Seine Hauptthesen hierzu lauten:
- Wenn alles nur numerisch unterschieden wäre, wie können dann zwei weiße Entitäten von zwei anderen unterschieden werden, von denen eine weiß und eine schwarz ist? Ohne die Artnatur ist dies nicht möglich. (Warum sind zwei weiße Schwäne ebenso zwei Schwäne wie ein weißer und ein schwarzer Schwan? Nach Scotus: weil sie die Artnatur des „Schwanseins“ haben.)
- Wenn es die numerische Unterscheidbarkeit für alle Gegenstände gäbe, hätten alle diese Gegenstände teil an dem Phänomen der Unterscheidbarkeit. Das Phänomen der Teilhabe aller Elemente ist aber ein Widerspruch zur numerischen Unterscheidbarkeit.
- Das Einzelne ist unsagbar (individuum ineffabile), weil jeder Begriff bereits Allgemeinheit umfasst. Das Einzelne ist sogar stumm, weil der Begriff nicht in der realen Welt entsteht, sondern im Intellekt. Die Gegenstände sind, was sie sind – ohne Logos.
- Die Einheit der Gattung ist keine numerische Einheit, wie schon Aristoteles betonte. Wenn alles nur numerisch unterschieden wäre, könnten keine realen Ähnlichkeiten oder Gegensätze zwischen den Einzeldingen festgestellt werden.

### Semantischer Nominalismus
Im 14. Jahrhundert wurde die sprachphilosophische Debatte intensiviert. Als Disziplin gewann die Logik im Vergleich zur Metaphysik zunehmendes Gewicht. Es wurde weniger nach dem Wesen des Seins gefragt, sondern verstärkt die Redeweisen über das Sein untersucht. Welche Bedeutung war mit den verwendeten Begriffen verbunden?

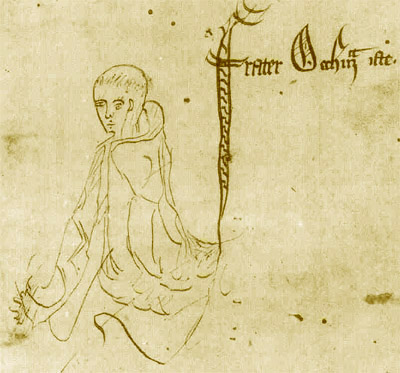
Skizze aus einer Handschrift von Ockhams Summa logicae von 1341 mit der Angabe frater Occham iste

Wilhelm von Ockham (1285–1347) gilt in der Rezeption als ein herausragender Vertreter eines differenzierteren Nominalismus, der die Frage der Universalien mit zeichentheoretischen Überlegungen verband und insofern auf die moderne Sprachlogik verwies. Realität hatten für Ockham nur extramentale Einzeldinge. „Es kann mit Evidenz aufgewiesen werden, dass kein Universale eine extramentale Substanz ist.“ Insbesondere verwarf Ockham die Lehre Scotus’ von der Artnatur der Einzeldinge, die durch eine Formalunterscheidung gesondert erfassbar wird. Die Allgemeinbegriffe haben keine eigene Existenz, sondern sind nur die Summe der gedachten Dinge. Beispielsweise hat eine einzelne Rose eine reale Existenz, „die Rose“ an sich, als Begriff, hat hingegen nur eine rein gedankliche Existenz.
Begriffe entstehen zunächst unabhängig von der gesprochenen und geschriebenen Sprache im Geist (conceptus mentis) und dienen der Bezeichnung (significatio) der extramentalen Dinge. Die Grundlage für Sprachlaute und Schrift ist die Vereinbarung ihrer Bedeutung als Zeichen. Allgemeinbegriffe werden allein im Geist gebildet und dienen als Zeichen, die auf mehrere Dinge verweisen können (signum praedicabile de pluribus). Soweit sich Allgemeinbegriffe nicht auf extramentale Dinge beziehen, sind sie Zeichen von Zeichen. Als Zeichen stehen Begriffe für etwas, wobei sich die Bedeutung aus dem Satzzusammenhang ergibt. Je nachdem, ob gesagt wird: „Ein Mensch rennt“, „Mensch ist eine Art“ oder „Mensch ist eine Bezeichnung“, hat das Wort Mensch einen anderen Sinn.
Ockham war ein scharfer Kritiker des tradierten Realismus. Gegen die platonische Vorstellung eigenständiger Ideen wandte er ein, dass diese dann ja selbst wieder Einzeldinge seien. Gegen Aristoteles argumentierte er, dass abstrakte Gegenstände auch als zweite Substanz keine eigenständige Existenz haben können; denn sonst würde das nicht nur zu einer Verdopplung, sondern sogar zu einer „Vervielfachung des Seienden“ führen. Universalien können keine Existenz außerhalb der Seele haben. Entsprechend lehnte er auch die von Duns Scotus vertretene Existenz von Relationen und die Lehre von der Artnatur (natura communis) ab. Indem er aber Allgemeinbegriffe als eine Qualität der Seele (qualitas mentis) annahm, gestand er den Universalien ein Sein im Geist (ens in anima) zu. „Jedes Universale ist eine Intention der Seele, welche gemäß einer wahrscheinlichen Meinung sich vom Erkenntnisakt nicht unterscheidet.“ Damit war er eher ein nominalistischer Konzeptualist als ein reiner Nominalist.
Der Nominalist Pierre d’Ailly vertrat auf dem Konzil von Konstanz die These, dass aus dem Realismus die ketzerische Konsubstantiationslehre folge, die der Lehre der Transsubstantiation widerspricht. Damit wurde dem Realisten Jan Hus erfolgreich eine ketzerische Position unterstellt. Viele Universitäten drängten in der Folgezeit den Realismus zugunsten des Nominalismus zurück. Die offizielle Begründung war, dass der Realismus im Gegensatz zum Nominalismus schwieriger zu verstehen sei und daher nur er Anlass für philosophische Missverständnisse gebe, die zur Ketzerei führten.
Weitere Vertreter des Nominalismus waren Nicolaus von Autrecourt, Marsilius von Inghen (der erste Rektor der Universität Heidelberg), Jean Gerson und Gabriel Biel (Professor in Tübingen), Johannes Buridan und Albert von Rickmersdorf ebenso wie Nikolaus von Oresme als bedeutender Naturphilosoph des 14. Jahrhunderts.
Die zunehmende Wirksamkeit des Nominalismus bedeutete jedoch kein Ende der Debatte. Auch in der Folgezeit wurden realistische Positionen vertreten, so z. B. durch Walter Burley, John Wyclif oder Johannes Sharpe.

## Neuzeit

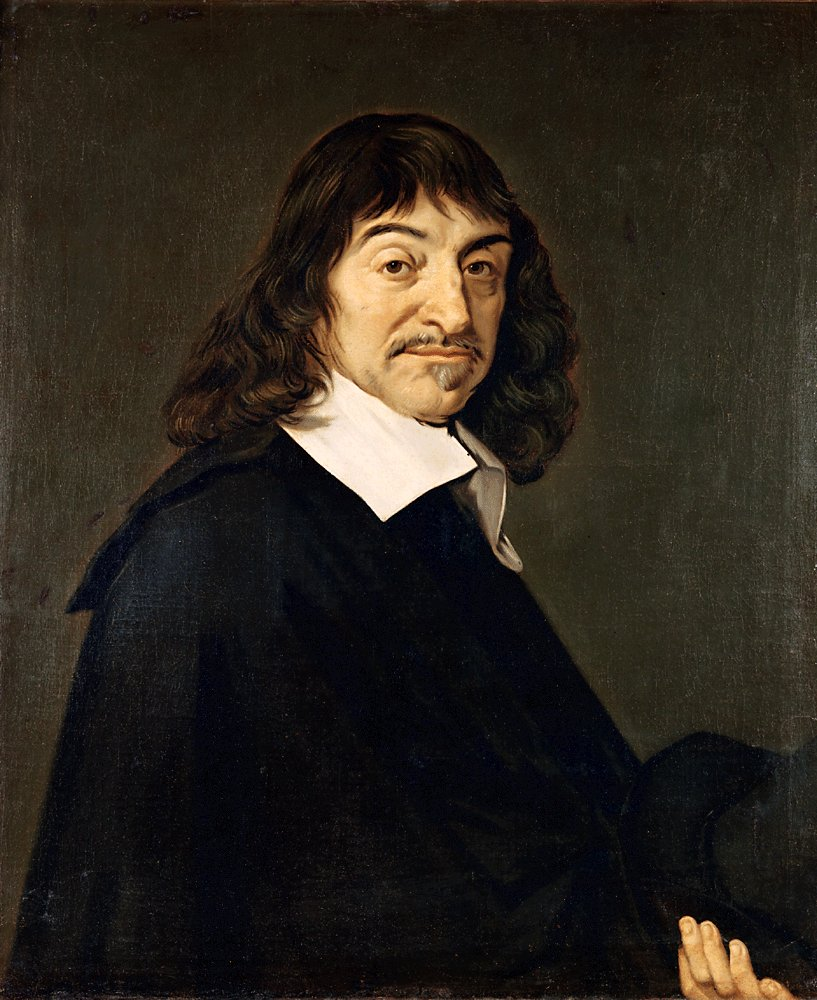
René Descartes in einem Porträt von Frans Hals, 1648

In der Neuzeit verschoben sich ab dem 17. Jahrhundert die philosophischen Fragestellungen insbesondere infolge der von René Descartes aufgeworfenen Frage der Erkenntnis.
Der Einfluss der Scholastik schwand, obwohl sich ihre Nachwirkungen bis ins 18. Jahrhundert zeigen. Der in der Scholastik üblichen Deduktion des besonderen Falls von anerkannten Lehrsätzen stellte sich zunehmend das umgekehrte Verfahren entgegen, nämlich die Induktion von Erfahrungstatsachen auf allgemeine Regeln. Dadurch verloren die hergebrachten Autoritäten an Einfluss, und neue Allgemeinbegriffe, Prinzipien und Gesetze wurden gefunden oder geschaffen. Diesen Wechsel hatte der Nominalismus mit seiner Bevorzugung des Besonderen vor dem Allgemeinen vorbereitet.
Durch Descartes erhielt der Begriff des Realismus eine zusätzliche, parallel verwendete Bedeutung als erkenntnistheoretischer Realismus. Es bildete sich das Gegensatzpaar von Empirismus und Rationalismus. Die Frage lautete nun, ob die Gegenstände unmittelbar erkannt werden (Realismus) oder ob sie durch Vorstellungen bestimmt sind (Idealismus). In diesem Sinne nahmen die Vertreter des Rationalismus überwiegend eine Position des Realismus ein, während die Vertreter des Empirismus vorrangig der nominalistischen Grundkonzeption folgten.
Das Problem der Universalien stand zur Kennzeichnung philosophischer Differenzen zwar nicht mehr im Vordergrund – es wurde jedoch in aller Regel als Bestandteil der Philosophie weiter behandelt. Auch in der Neuzeit finden sich alle grundlegenden Variationen vom Realismus über den Konzeptualismus bis hin zum Nominalismus. Dabei neigten die Empiristen zum Nominalismus; andererseits herrschte bei den Rationalisten neben dem erkenntnistheoretischen auch ein Begriffsrealismus vor. Konzeptualistische Abschwächungen und Differenzierungen finden sich in beiden Lagern.

### Thomas Hobbes und John Locke
In seiner vorwiegend materialistisch geprägten, empiristischen Philosophie vertrat Thomas Hobbes einen starken Nominalismus. Er unterschied Namen für die Einzeldinge und Allgemeinbegriffe, die bei der sprachlichen Klassifizierung von Einzeldingen verwendet werden.

„Ein allgemeiner Name wird vielen Dingen zugelegt aufgrund der Ähnlichkeit in Hinblick auf eine Qualität oder ein anderes Akzidenz (dieser Einzeldinge)“

Auch John Locke war der Auffassung, dass alle Dinge, die existieren, Einzeldinge (partikulär) sind. Er entwickelte eine psychologisch orientierte Theorie zur Entstehung von Allgemeinbegriffen. Wörter erhalten Allgemeinheit als Zeichen allgemeiner Ideen. Diese entstehen durch einen Abstraktionsprozess, indem von Raum, Zeit und anderen Faktoren zur Bestimmung einzelner Individuen abgesehen wird. Der Abstraktionsprozess ist eine Verstandestätigkeit, die Ähnlichkeiten von Individuen analysiert und daraus eine abstrakte Idee formt. Der abstrakte Begriff ist demnach ein Name der allgemeinen Idee.

„Das Allgemeine gehört nicht zum Bereich der existierenden Dinge, es ist vielmehr Erfindung und Produkt des Verstandes, der es sich für seinen eigenen Gebrauch herstellt; das Allgemeine bezieht sich lediglich auf Zeichen, seien diese nun Worte oder Vorstellungen.“

Locke vertritt in der Universalienfrage einen nominalistischen Konzeptualismus, d. h., er geht davon aus, dass die durch Abstraktion gewonnenen allgemeinen Ideen eigenständige Entitäten im Verstand sind.

### George Berkeley und David Hume

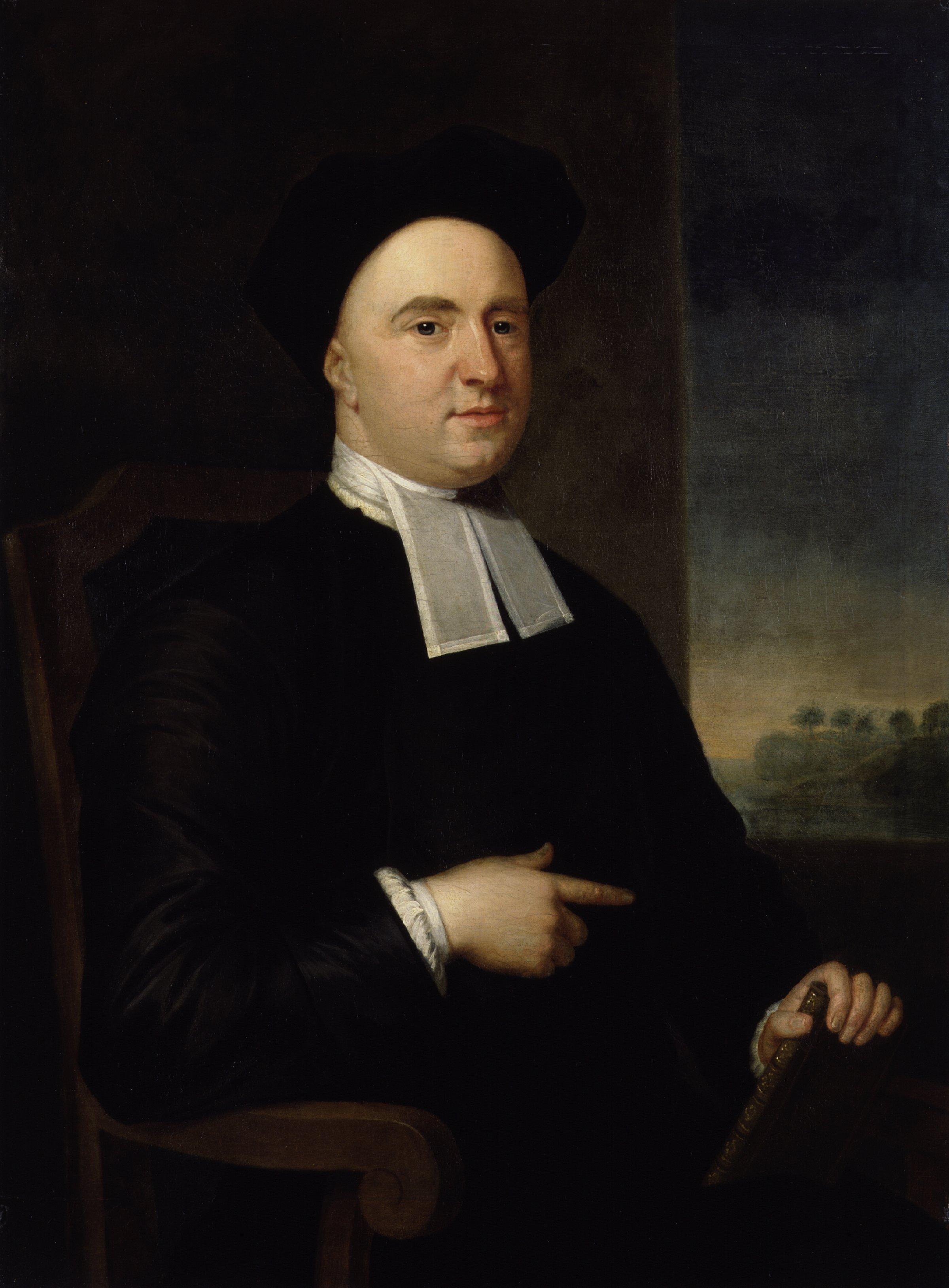
George Berkeley

George Berkeley kritisierte vor allem den von Locke beschriebenen Abstraktionsprozess. Demnach bleibt, wenn von den spezifischen Eigenschaften eines Individuums abgesehen wird, nichts Beschreibbares übrig. So kann das Allgemeine im Begriff „schnell“ nicht erklärt werden, indem von einem schnell gehenden Menschen oder einem schnell fahrenden Schiff die Vorstellung eines Menschen oder eines Schiffes weggedacht wird. Auch kann der allgemeine Begriff eines Dreiecks, entgegen Lockes Darstellung, nicht gedacht werden, indem es sich zugleich stumpf, rechtwinklig und spitzwinklig vorgestellt wird. Vielmehr ergibt sich, so Berkeley, die Bedeutung einer allgemeinen Vorstellung aus ihrem Gebrauch.
Diese These erinnert stark an den späten Ludwig Wittgenstein, der Allgemeinbegriffe als den jeweiligen Konventionen unterworfen ansah. Diese rein nominalistische Auffassung einer Universalie umgeht die Verbindung des Begriffs der Allgemeinheit mit der Vorstellung eines idealen Seins. Damit wurden Allgemeinbegriffe unabhängig von der Existenz eines primären Prinzips gebildet – eine Verknüpfung, die das Denken der gesamten Scholastik beherrscht und dem Realismus als starkes Verteidigungsargument gedient hatte.
Die Lösung von der Metaphysik des Seins war ein wichtiger Impuls der Aufklärung. David Hume schloss sich Berkeley uneingeschränkt an und betonte, dass Allgemeinbegriffe als Repräsentationen von Individuen eingeführt werden können und ihre Eigenständigkeit durch Gewohnheit erhalten. Es handelt sich dabei nicht um Abstraktionen. Zugrunde gelegt wird vielmehr ein bestimmtes Individuum, das repräsentativ für andere Individuen steht.

### Rationalisten
Die Rationalisten Spinoza, Descartes und Leibniz vertraten einen mehr oder weniger konzeptualistisch geprägten Realismus. So vertrat Spinoza den Standpunkt, dass es durch die subjektive Weise der Bildung von Allgemeinbegriffen zu unterschiedlichen Auffassungen der Begriffsinhalte komme. Er sah hierin eine der Ursachen verschiedener Strömungen in der Philosophie. Die Ratio und die Scientia intuitiva waren für Spinoza höhere Erkenntnisweisen, durch die das Wesen einer Sache zu erfassen sei.
Nach Descartes verfügt der Mensch von vornherein über eine Vielzahl von Ideen über die unveränderliche wahre Natur der Dinge; siehe dazu die angeborenen bzw. eingeborenen Ideen, die ideae innatae. Die Universalie ist ein Name für eine bestimmte Art und Weise zu denken.
Leibniz sah Ähnlichkeiten nicht nur als Produkt des Verstandes, sondern sprach ihnen eine Realität zu. Empirische Induktion kann nicht zur Allgemeinheit führen. Dazu bedarf es der Vernunftwahrheiten.

### Kant und der deutsche Idealismus

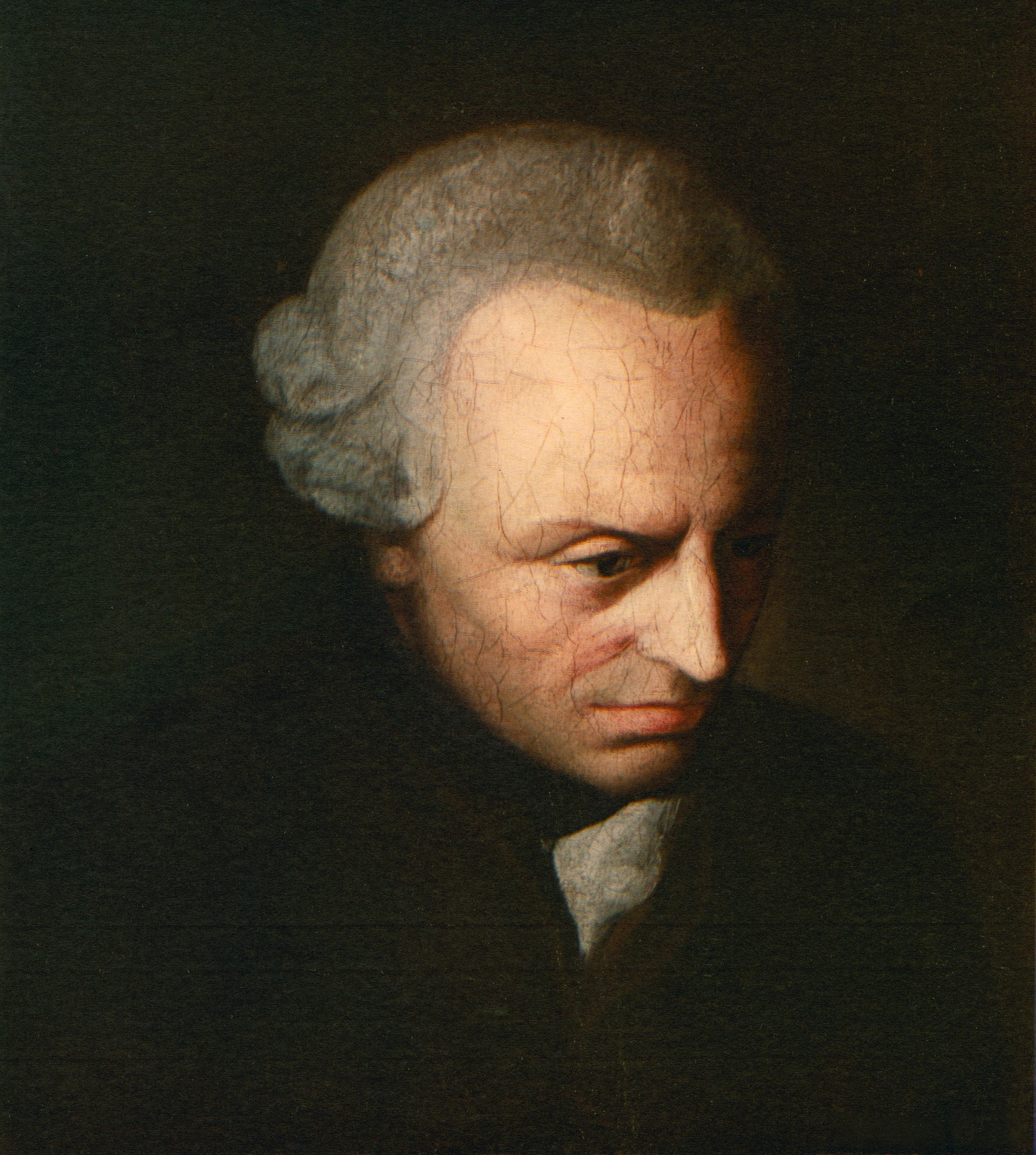
Immanuel Kant

Immanuel Kant hat zwar nicht unmittelbar zum Universalienproblem Stellung genommen, durch die Art seiner Unterscheidung von Anschauungen und Begriffen jedoch Einfluss auf die Diskussion der Folgezeit ausgeübt. „Anschauung“ nennt Kant eine einzelne Vorstellung (repraesentatio singularis), die sich auf einen unmittelbaren Gegenstand bezieht. Ein „Begriff“ entsteht hingegen durch die Bildung einer Synthese in einem Urteil, indem aus der Mannigfaltigkeit der Anschauungen eine mittelbare Beziehung zu den Gegenständen anhand gemeinsamer Merkmale hergestellt wird. „Allgemeinheit“ besteht, so Kant, vorbegrifflich und wird durch die Funktion des Urteils erfasst. Die Urteilskraft ist das Vermögen, „das Besondere als enthalten unter dem Allgemeinen zu denken“ (KdU B XXV).

„Der Begriff vom Hund bedeutet eine Regel, nach welcher meine Einbildungskraft die Gestalt eines vierfüßigen Tieres allgemein verzeichnet, ohne auf irgendeine besondere Gestalt, die nur die Erfahrung darbietet, oder auch ein jedes mögliche Bild, was ich in concreto darstellen kann, eingeschränkt zu sein.“

Der Mensch bildet Begriffe „durch Handlungen reinen Denkens“ (KrV B 81). Sie sind daher immer „allgemeine“ reflektierte Vorstellungen (repraesentatio per notas communes), sodass es tautologisch wäre, von „allgemeinen Begriffen“ zu sprechen. Kant unterschied empirische Begriffe (aufgrund sinnlicher Erfahrung) von reinen Verstandesbegriffen, die ohne sinnliche Anschauung ausschließlich im Verstand ihren Ursprung haben. Mit „Idee“ bezeichnete Kant nur reine Vernunftbegriffe wie die Idee der Republik oder die Idee der Freiheit. Diese entstehen aus Prinzipien, die in den Begriffen und Urteilen des Verstandes liegen.
Im Deutschen Idealismus forderte bereits Fichte die Aufhebung des Gegensatzes von „Allgemeinem“ und „Besonderem“, der durch Setzungen des „Ichs“ entsteht. Das Einzelne als a posteriori, wie es in den Wissenschaften behandelt wird, ist durch das Apriori des Allgemeinen gesetzt und begründet. Der Begriff ist daher für Fichte nicht das Allgemeine, sondern das Einschränkende, das Bestimmende der Anschauung.
Hegel polemisierte gegen die vorbegriffliche Allgemeinheit als „die Nacht, in der alle Kühe schwarz sind“. Das Unendliche und das Endliche kann nicht abstrakt als Gegensatz beschrieben werden, weil das Unendliche das Endliche enthalten muss, soll es nicht selbst ein Endliches sein. Für ihn bestand das „Wahre“ in einem Allgemeinen, das das Besondere in sich selbst ist. Erkenntnis des Absoluten ist ein Selbsterkennungsprozess. Die „sich wissende Vernunft“ ist das „absolute Allgemeine“.

### 19. Jahrhundert
Nach Kant stand das Universalienproblem nicht mehr explizit im Vordergrund der philosophischen Diskussion.
Die scholastische Tradition, die das Problem in den Zusammenhang einer gottgewollten Ordnung stellte, verlor nach der Französischen Revolution ihre Geltung. Im 19. Jahrhundert wurde zumeist in Verbindung mit einem Empirismus eine nominalistische Position vertreten (Herbart, Beneke, Mill, Bain).
Dies gilt auch für Franz Brentano, der die Vorstellungen von Anschauungen a priori ebenso wie Begriffe a priori ablehnte. Erfahrungsurteilen, deren Wahrheit jedermann unmittelbar einsieht, kommt Allgemeinheit zu (Evidenz). Solche Erfahrungsurteile entstehen aus einer unmittelbaren, intentionalen Beziehung auf ein Objekt (Intentionalität). Für Brentano waren Begriffe wie „die Röte“ oder „Dreieckigkeit“ Abkürzungen für Bezeichnungen mehrerer Einzeldinge. Reine Verstandesbegriffe betrachtete er als Fiktionen. Allgemeines entsteht durch Abstraktion, indem Menschen generelle Prädikate mit bestimmten Arten von Vorstellungsbildern verknüpfen. Diese Auffassung ist nicht rein logisch, sondern empirisch überprüfbar, weshalb Stegmüller Brentano als psychologischen Konzeptualisten bezeichnete. Der nominalistischen Auffassung Brentanos folgten auch die meisten Vertreter des Psychologismus (Fechner, Wundt, Münsterberg, Lipps).
Eine Ausnahme bildet in diesem
Kontext Arthur Schopenhauer,  denn für ihn bildet die Musik „den innersten aller Gestaltung vorhergängigen Kern, oder das Herz der Dinge[…]. Dies Verhältniß ließe sich recht gut in der Sprache der Scholastiker ausdrücken, indem man sagte: die Begriffe sind die universalia post rem, die Musik aber giebt die universalia ante rem, und die Wirklichkeit die universalia in re.“

## Moderne
Das Universalienproblem der Moderne wird überwiegend mit den Begriffen des (wissenschaftstheoretischen) Platonismus und des Essentialismus verbunden. Stets wird noch diskutiert, ob Begriffe wie Klasse oder Naturgesetz Namen oder Entitäten sind.
Vorstellungen von verallgemeinernden Ursprüngen oder Gesetzen, die unabhängig von ihrer Wahrnehmung existieren und zu entdecken seien, stehen dem Universalienrealismus oder Konzeptualismus nahe. Dies zeigt sich seit dem späteren 19. Jahrhundert in Strömungen der Psychologie (vgl. Archetypus), der Anthropologie („anthropologische Konstante“), oder der Ästhetik (siehe etwa Universalien der Musikwahrnehmung). Der philosophische Naturalismus und zahlreiche Begriffe mit dem Wortbestandteil „Natur“ wie Naturzustand, Naturrecht oder Naturgesetz sind mit realistischen Vorstellungen verbunden. – Gegen solche Festlegungen wandten und wenden sich u. a. unterschiedlichste Varianten des Konstruktivismus.

### Realistische Positionen der Moderne

#### Charles Peirce

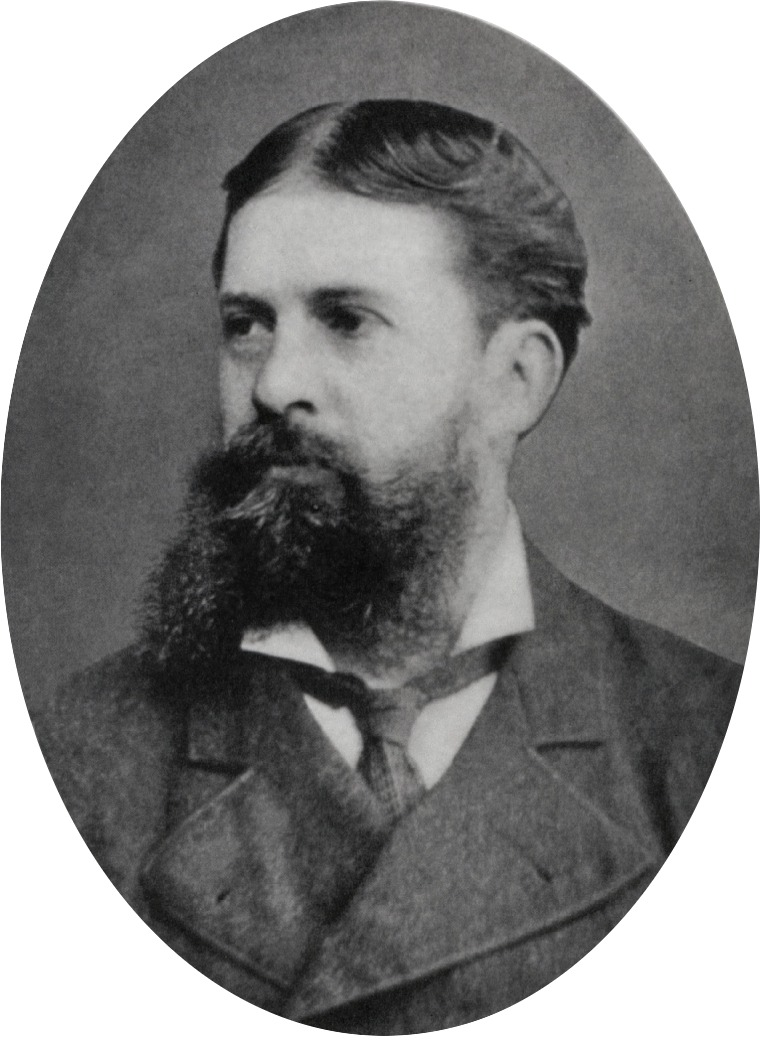
Charles Sanders Peirce

Einen ausdrücklichen Universalienrealismus vertrat Charles S. Peirce. Seinen Realitätsbegriff kann man mit der kurzen Formel beschreiben: Real ist, was nicht fiktiv ist. Insofern haben Naturgesetze Realität, da sie „eine entschiedene Tendenz sich zu erfüllen“ (CP 1.26) haben. Weil man mit Naturgesetzen Prognosen stellen kann, gilt, dass die „zukünftigen Ereignisse in einem bestimmten Maß tatsächlich durch eine Gesetzmäßigkeit beherrscht sind“ (ebd., vgl. auch CP 5.100). Insbesondere hatten auch die Gesetze der Logik und der Mathematik für Peirce Realität. Er knüpfte seine Vorstellung der Realität von Universalien eng an den Begriff des Kontinuums. Eine der Begründungen sah er in dem Theorem des Mathematikers Georg Cantor, „dass die über eine Menge gebildete Potenzmenge stets größer ist als diese.“
„Es ist absurd anzunehmen, dass eine beliebige Ansammlung wohlunterschiedener Individuen, wie es ja alle Ansammlungen von überabzählbaren Mächtigkeiten sind, eine ebenso große Mächtigkeit haben kann wie die der Ansammlung der möglichen Ansammlungen ihrer individuellen Elemente“
„Damit ist das Kontinuum, in welcher Dimension es auch kontinuierlich sein mag, alles was möglich ist. Aber das Allgemeine oder Universale der gewöhnlichen Logik umfasst ebenfalls alles Mögliche, zu welcher bestimmten Art es auch gehören mag. Und so ist das Kontinuum das, was sich in der Logik der Relative als wahre Universale erweist.“
Peirce hielt es für eine besondere Disposition des menschlichen Geistes, in der Form eines Kontinuums zu denken, wie beispielsweise im Fall des Begriffs der Zeit. Ideen sind nicht selbständig, sondern kontinuierliche Systeme und zugleich Fragmente eines großen kontinuierlichen Systems. „Verallgemeinerung, das Ausgießen von kontinuierlichen Systemen im Denken, im Fühlen und im Tun ist der wahre Zweck des Lebens.“ Wirklichkeit bedeutete damit für Peirce, „dass es etwas im Sein der Dinge gibt, das dem Prozess des Schlussfolgerns, dass die Welt lebt und sich bewegt und ihr Sein hat, in der Logik der Ereignisse entspricht.“ Einer solchen Vorstellung kann sich, postuliert Peirce, auch der „mechanistische Philosoph“, der einen grundlegenden Nominalismus vertritt, nicht entziehen.

#### Edmund Husserl
Edmund Husserl übernahm von seinem Lehrer Franz Brentano zwar die erkenntnistheoretischen Konzepte von Evidenz und Intentionalität, sah jedoch den Zugang zum Allgemeinen in der kantischen Unterscheidung von Anschauung und Begriff:

„Daß die allgemeinen Vorstellungen aus den individuell-anschaulichen genetisch erwachsen sind, wird allgemein angenommen. Wenn sich aber das Bewußtsein des Allgemeinen an der individuellen Anschauung immer wieder entzündet, aus ihr Klarheit und Evidenz schöpft, so ist es darum nicht aus dem einzelnen Anschauen entsprungen. Wie sind wir also dazu gekommen, über die individuelle Anschauung hinauszugehen und, statt der erscheinenden Einzelheit, etwas anderes zu meinen, ein Allgemeines, das sich in ihr vereinzelt und doch nicht reell in ihr enthalten ist?“

Husserl formulierte in Hinblick auf die Wesensanschauung eine realistische Position: „Das Wesen (Eidos) ist ein neuartiger Gegenstand. So wie das Gegebene der individuellen oder erfahrenden Anschauung ein individueller Gegenstand ist, so das Gegebene der Wesensanschauung ein reines Wesen.“ Mit Kant unterschied Husserl empirisch Allgemeines und rein Allgemeines. Während Begriffe bei Kant als spontane Handlungen im Urteil gebildet werden, versucht Husserl durch Analyse des Bewusstseins die logische Konstitution allgemeiner Begriffe zu erfassen. Empirische Begriffe erhält man durch Vergleich und Variation von Anschauungen, indem man das Verschiedene ausscheidet und das absolut Identische als eine unveränderliche Größe (Invariante) festhält. Das konkrete Erschaute ist zwar kontingent, es enthält aber invariant das reine Wesen als oberste Kategorie des Gegebenen. Reine (a priorische) Begriffe geben die Regeln für die Erfahrung vor. Sie werden nicht durch Erfahrung ermittelt, vielmehr umfassen sie die „Unendlichkeit des Fortlaufens“. Die Sätze der Logik sind zeit- und raumunabhängige Wesenheiten, die ideelle Realität haben.

#### Nicolai Hartmann
Für Nicolai Hartmann ist die Wirklichkeit in allem Seienden:

„Das Sein des Seienden ist eines, wie mannigfaltig dies auch sein mag. Alle weiteren Differenzierungen des Seins sind aber nur Besonderungen der Seinsweise.“

Realität und Idealität schließen einander aus. Ein Daseiendes ist entweder real oder ideal. Ideales ist nicht etwas nur Gedachtes, sondern nicht-gegenständliches Seiendes. Hierzu zählte Hartmann Mathematisches, Wesenheiten, Logisches und Werte. Ideales Seiendes ist zeitlos, allgemein und unveränderlich. Reales Seiendes ist dagegen zeitlich, konkret und vergänglich. Realität ist aufdringlich. Man erfährt sie in einem Widerstandserlebnis. Ideales ist in Realem als Struktur oder Gesetzmäßigkeit enthalten. So ist eine geometrische Kugel ein ideales Gebilde, das die Struktur einer materiellen Kugel beschreibt. Empirische Urteile beziehen sich stets auf reale Entitäten, mathematische Urteile auf ideales Seiendes. Beide Arten von Urteilen sind ein Erfassen von etwas An-sich-Seiendem (Kritischer Realismus).
Das Seiende und seine Eigenschaften sind unabhängig vom Subjekt. Das Ideale ist im Realen enthalten („universalia in rebus“). „Das allgemeine eben besteht keineswegs jenseits der Fälle (ante res) für sich, aber auch keineswegs in mente als von ihnen abstrahiertes (post rem), sondern durchaus in rebus.“ (GdO, 259) Das An-sich-sein des Idealen begründete Hartmann damit, dass man nicht erklären könne, dass die Natur mathematisch geformt ist, wenn es keine idealen Beziehungen gebe. (GdO, 265) Diese Auffassung entspricht dem aristotelischen Universalienrealismus. Logische Sätze gelten, weil sie mit Seinstrukturen übereinstimmen (GdO, 302). Das reale Sein ist demnach das höhere Sein, das auf dem in ihm enthaltenen idealen Sein aufbaut (GdO, 291).

#### Bertrand Russell
Logiker wie Bernard Bolzano und später zu Beginn des 20. Jahrhunderts Gottlob Frege, Alfred North Whitehead oder Bertrand Russell bekannten sich eindeutig zum Platonismus. Willard Van Orman Quine nannte diese Haltung „ontological commitment“. Nachdem Russell die Paradoxien der Mengenlehre entdeckt hatte, bemühte er sich um eine zurückhaltendere Analyse. Dennoch „setzt jede Erkenntnis von Wahrheiten die Bekanntschaft mit Universalien voraus.“
Er unterschied drei Arten von Entitäten, für die Begriffe gebildet werden:
- Sinnesdaten als einfache Inhalte und konkrete Individuen;
- Daten der Introspektion (Selbstbeobachtung), die bei der Reflexion von Wahrnehmung entstehen (die Wahrnehmung, dass wir wahrnehmen);
- Universalien.

Jede Aussage über einen Sachverhalt enthält mindestens eine Universalie und eine Relation. Universalien können nicht als Individuen aufgefasst werden: „Weil es viele schwarze Dinge gibt, muss eine Ähnlichkeit zwischen vielen verschiedenen Paaren zu vergleichender schwarzer Dinge bestehen, und gerade das ist ein charakteristisches Merkmal von Universalien. Es hat keinen Zweck, wenn man sagt, dass es für jedes Paar eine andere Ähnlichkeit gibt; denn dann müssten wir zugeben, dass sich diese Ähnlichkeiten ähnlich sehen, und so kommen wir wieder darauf, dass die Ähnlichkeit eine Universalie sein muss.“
Russell diskutierte das Universalienproblem aus erkenntnistheoretischer Sicht am Beispiel des Begriffs der Bewegung. Wahrnehmungen beziehen sich auf Objekte; logische Aussagen hingegen setzen andere Aussagen voraus. Zwischen „Wahrnehmungstatsachen“ und „Gesetzesaussagen“ bestehen Relationen, die man als real ansehen muss, wenn man Aussagen als wahr anerkennen will.
Für Nominalisten wie Wilhelm von Ockham war Bewegung ein Wort, mit dem die Menge der Positionen bezeichnet wird, die ein bewegter Körper einnimmt. Für Isaac Newton war Bewegung demgegenüber eine eigenständige Form mit einer eigenständigen Qualität. Anhand des Pfeil-Paradoxons von Zenon von Elea untersuchte Russell den mathematischen Charakter von Bewegung. Eine gleichförmige Bewegung ist als lineare Funktion darstellbar, sodass eine Quantifizierung für jede Position des Pfeils während des Fluges möglich ist. Bewegung wäre danach eine Qualität (Eigenschaft) zweiten Grades und könnte nominalistisch interpretiert werden. Berücksichtigt man jedoch zusätzlich Beschleunigung, ergibt sich eine nichtlineare Beziehung, in der die Kräfte als Vektoren zusätzlich zu berücksichtigen sind. Die mathematische Darstellung dieses Sachverhalts erfordert eine Funktion, in der die Stetigkeit als Axiom vorausgesetzt wird. Stetigkeit setzt aber die Dichtheit rationaler Zahlen voraus, bei denen zwischen zwei noch so kleinen Werten eine unendliche Anzahl von Zwischenwerten liegt. Danach wäre Bewegung nicht nur ein Sammelbegriff, sondern eine eigene Entität.
Russell beschäftigte sich ähnlich wie Peirce mit der Frage des Kontinuums, kam aber zu dem Schluss, dass ein Kontinuum aus der Sinnenwelt nicht ableitbar ist, weil es nur Korrelationen verschiedener (partikularer) Sinneseindrücke gibt. Als Schüler von Peirce wandte John Dewey hiergegen ein, dass die Annahme einzelner Sinneseindrücke bereits eine Realität voraussetze und einzelne Wahrnehmungen zu einer höheren umfassenderen Ebene eines Kontinuums zu rechnen sind.

#### Theodor W. Adorno
Theodor W. Adorno wollte das Universalienproblem nicht von der Rechtsphilosophie trennen und setzte es aus der Perspektive einer „gescheiterten Aufklärung“ in der Zeit des Nationalsozialismus in einen sozialgeschichtlichen Zusammenhang: Der Nominalismus sei der „Prototyp bürgerlichen Denkens“, bei dem äußerliche Formen die Oberhand über Inhalte bekämen und das Unrecht geschehen könne, wenn es nur formaljuristisch korrekt sei. Die „selbsterhaltende List“ der Beamten sei es, die „zwischen Wort und Sache“ unterscheiden wolle.

#### Gegenwartsphilosophie
Ein bekannter Vertreter des Universalienrealismus in der Gegenwartsphilosophie ist David Armstrong. Wie bei Aristoteles gibt es Universalien nur in Verbindung mit den Einzeldingen. „Das Allgemeine ist im Einzelnen.“ Armstrong vertritt zugleich einen strengen physikalistisch begründeten naturwissenschaftlichen Realismus. Naturgesetze bezeichnet er als Universalien, die die objektiven Strukturen der Natur beschreiben. Sie sind Relationen einer höheren Ordnung, die den Zusammenhang zwischen universellen Eigenschaften beschreiben.
Im Gegensatz zu Armstrong vertrat Roderick Chisholm in der Erkenntnistheorie eine idealistische Position. Dennoch hielt er Universalien für real. Anknüpfend an die Auffassung von Franz Brentano über die Intentionalität war Chisholm der Meinung, dass alles real ist, worauf sich Intentionen richten können.
Als wichtiges Argument für den Universalienrealismus wird in der modernen Philosophie häufig vorgebracht, dass Aussagen, in denen Universalien vorkommen, „wahr“ oder „falsch“ sein können. Als „Wahrmacher“ (truth maker) werden Universalien daher benötigt.

### Nominalistische Positionen der Moderne

#### Analytische Sprachphilosophie
Mit dem Linguistic Turn und der Sprachphilosophie des 20. Jahrhunderts setzte sich eine stark nominalistische Position durch. Insbesondere im Neopositivismus des Wiener Kreises wurde Erkenntnis auf die sinnlich wahrnehmbaren Einzeldinge beschränkt. Entsprechend war man der Auffassung, dass die Bedeutung von Begriffen und Aussagen ausschließlich auf die Erfahrung zurückzuführen ist. Vor allem Carnap und der frühe Wittgenstein wollten alle Begriffe auf phänomenalistische Grundbegriffe zurückführen und hieraus eine rein nominalistische Sprache entwickeln. Aus dieser Sicht gibt es für Allgemeinbegriffe außerhalb des Bewusstseins keine Bezugsgrößen (Designate). Klassen sind nichts Reales, sondern Zusammenfassungen in Gedanken.
Gesetzesaussagen werden deshalb als bloße syntaktische Regeln ohne Wahrheitswerte (bei Hermann Weyl, Frank Plumpton Ramsey u. a.) oder als bloße Hypothesen (bei Moritz Schlick, Karl Popper u. a.) aufgefasst.

##### Ludwig Wittgenstein
Wittgenstein hat in den Philosophischen Untersuchungen einen Teil seiner früheren Auffassungen zwar verändert, hielt aber weiterhin an einem Nominalismus fest. Begriffe beruhen auf Regularitäten im menschlichen Handeln. Ihre Bedeutung ergibt sich aus ihrem Gebrauch. Allgemeinheiten kann man als Familienähnlichkeiten bezeichnen. So zeigt die Analyse des Gebrauchs für den Begriff „Spiel“, dass es nicht möglich ist, das Allgemeine dieses Begriffs auf einen exakten, einheitlichen Punkt zu bringen. Sprache versuchte er als ein Sprachspiel bestehend aus einer Vielzahl unterschiedlicher Sprachspiele zu beschreiben.
Diese sprachbezogene Auffassung Wittgensteins ist eine moderne Formulierung des reinen Nominalismus von Berkeley, die man als Ähnlichkeitsnominalismus bezeichnen kann. Andere Interpreten sehen darin eine Ablehnung des Universalienproblems als Scheinproblem, ähnlich wie Carnap dies getan hatte. Wittgenstein sah die Familienähnlichkeiten auch im Zahlbegriff: „Wir dehnen unseren Begriff der Zahl aus, wie wir beim Spinnen eines Fadens Faser an Faser drehen. Und die Stärke des Fadens liegt nicht darin, dass irgendeine Faser durch seine ganze Länge läuft, sondern dass viele Fasern einander übergreifen.“

##### W. V. O. Quine
Quine untersuchte das Universalienproblem mit den Mitteln der Quantorenlogik. So muss man für eine präzise Handhabung den Satz „Dies ist eine rote Rose“ in der Weise lesen:
Es gibt ein X, für das gilt: X ist eine Rose und X ist rot.
X wird als gebundene Variable bezeichnet. Durch die Umformulierung erreicht man, dass Begriffe nur als Namen eines Gegenstandes verwendet werden. Quines These lautet, dass auch Prädikate grundsätzlich als logische Subjekte formulierbar und als Variablen in die logische Aussageform überführbar sind. Doch entscheidend ist, welcher Begriff als Wert für die Variable einsetzbar ist. Der Nominalist wird fordern, dass der Gültigkeitsbereich der Variablen auf Begriffe beschränkt wird, die auch tatsächlich als Namen umformulierbar sind. Der Platoniker wird hingegen die Formel für Begriffe wie „Wert“, „Seiendes“, oder „Variable“ in Anspruch nehmen wollen.
Die analytisch formulierte Weise des Universalienproblems bringt zwar Präzisierung, liefert aber weiterhin kein Entscheidungskriterium für das Problem. Der Platoniker kann weiter sagen, dass mit dem Sprechen über Universalien deren Existenz bereits anerkannt ist. Ebenso kann der Nominalist darauf verweisen, dass Allgemeines kein Gegenstand sein kann, weil ein solcher Begriff ja bis zum infiniten Regress wieder Teil eines anders gearteten Allgemeinen sein kann. Quine zog die Schlussfolgerung, dass in bestimmten Anwendungsbereichen der Mathematik und der Logik „Klassen“ nicht verzichtbar sind. Solche Begriffsebenen entstehen aber durch menschliche Konstruktionen und werden nicht etwa entdeckt. Er bezeichnete seine Position als konzeptualistisch im Gegensatz zum platonischen Realismus. Nominalismus bezeichnete er als Agnostizismus gegenüber einer Unendlichkeit von Entitäten.

##### Peter Strawson, Nelson Goodman
Eine kritische Position gegenüber Quine entwickelte Strawson, der auf einen aus seiner Sicht wesentlichen Funktionsunterschied zwischen Begriffen für Einzelnes und Besonderes hinwies. Singuläre Begriffe haben die Aufgabe, konkrete Objekte zu identifizieren. Allgemeine Begriffe werden in Aussagen verwendet, in denen die Existenz bereits unterstellt wird. Sie haben keine „identifizierende Referenz“.
Prädikate in Aussagesätzen können sich auf verschiedene Subjekte beziehen, je nachdem, was der Fall ist. Prädikate sind daher immer allgemeiner als Subjekte. Deshalb ist eine konsequente Ersetzung von Prädikaten durch „logische Subjekte“ nicht möglich. Aussagen über Einzelnes sind nur aufgrund empirischer Tatsachen möglich. Die Auffassung von Allgemeinem als „logischem Subjekt“ setzt voraus, dass es Identifikationssysteme gibt, in denen Bezüge zu raum-zeitlichen Einzeldingen hergestellt werden können.
Nelson Goodman vertritt einen so genannten mereologischen Nominalismus, nach dem es nicht zulässig ist, aus individuellen Grundelementen unendliche Ketten neuer Entitäten zu bilden. Nach dieser Auffassung sind die Möglichkeiten der Mengenlehre formal eingeschränkt. Dies ergebe sich aus dem Prinzip, dass von mehreren zutreffenden Theorien die einfachste zu bevorzugen ist (Ockhams Rasiermesser).

#### Vilém Flusser
Vilém Flusser sah das Universalienproblem kulturkritisch im Zusammenhang mit der Entwicklung der Informationstechnologie. Der Buchdruck habe den Universalienstreit zu Gunsten der Realisten entschieden, denn er habe bewusst gemacht, dass Schrift aus Typen bestehe und diese Typen greifbar gemacht. Das spekulative Denken sei in der Folge zu einem handfesten Manipulieren von Zeichen geworden, und die modernen Universalien hätten sich von der Ebene des Begrifflichen auf diejenige der praktisch geformten Typen verlagert, weil man an „Atompartikel“, „Gene“, „Völkertypen“ oder „Gesellschaftsklassen“ glaube. Positivisten und Phänomenologen seien dagegen die modernen Nominalisten.

### Philosophie der Mathematik
Die klassische Auffassung in der Philosophie der Mathematik ist ein Universalienrealismus, nach dem die Gegenstände der Mathematik eine eigenständige Existenz besitzen und nicht erfunden, sondern entdeckt werden. Die Realisten sind sich allerdings nicht einig darüber, wie und wie weitgehend der Mensch fähig ist, zu diesen Universalien vorzudringen. Aus der Sicht des Formalismus, der von Hilbert begründet wurde, oder des Logizismus von Frege (siehe auch: Begriffsschrift) ist eine systematische Annäherung möglich. Für Gödel ist es dagegen die Intuition, die es den Mathematikern erlaubt, ihren Universalien näher zu kommen.
Als Gegenbewegung im 20. Jahrhundert entstehen nominalistische Auffassungen: Die Konstruktive Mathematik beschränkt den Existenzbegriff auf konstruierbare Objekte. Der Intuitionismus vertritt die Ansicht, dass Wahrheit erst im Prozess der Verifizierung entsteht. Diese Ansätze wurden von L.E.J. Brouwer begründet und unter anderen von Paul Lorenzen ausgearbeitet. Sie gehen davon aus, dass die Gegenstandsbereiche der Mathematik durch schrittweise Entwicklung von Theorien erfunden werden. Die Gewohnheit bestätigt dann, dass die Voraussetzungen sinnvoll sind.
Gödel vermittelte zwischen klassischen und intuitionistischen Standpunkten. Wenn mit der Entwicklung von Theorien die Vorstellung verbunden wird, dass die durch menschliche Leistungen entstandenen Allgemeinbegriffe eine semantische Existenz haben, wird auch hier der Begriff des Konzeptualismus verwendet. So Quine in seinem Aufsatz Was es gibt. Diese Terminologie wird später von Wolfgang Stegmüller aufgenommen.

### Theologische Positionen in der orthodoxen Theologie
Die orthodoxe Theologie des frühen 20. Jahrhunderts, die beherrscht wurde von der Auseinandersetzung um die Imjaslavie-Bewegung, die Verehrung des Namens Gottes, lässt sich auch vor dem Hintergrund des Universalienstreits der Scholastik verstehen. Michael Hagemeister benutzt jedenfalls diese Terminologie, um die Position des Imjaslavcy Pavel Florenskij zu charakterisieren.